# Перший відділ
Пе́рший ві́́дділ — усталена назва структурного підрозділу органу державної влади, підприємства, установи або організації, до функцій якого входить забезпечення умов обігу інформації, що становить державну та/або корпоративну таємницю; робота з особовими справами осіб, які мають допуск до секретної інформації; реалізація технічних, організаційних та інших заходів, спрямованих на виявлення та закриття каналів витоку таємної інформації в процесі виробничої та іншої діяльності органів державної влади, установ та підприємств; організація секретного діловодства. Ці структурні підрозділи розміщуються в ізольованих службових приміщеннях, як правило, на середніх поверхах будівель установ та підпорядковуються безпосередньо керівникам установ або підприємств.

## Функції «першого відділу» в установах СРСР
В радянських організаціях «перший відділ» був відповідальний за підтримку режиму секретності і політичної безпеки. Такий відділ був в кожній організації мала якесь відношення до науково-технічної інформації (такий як завод або НДІ) або з можливістю друкувати тексти. Перший відділ входив до структури КДБ і не підпорядковувався керівництву підприємства. Відділ контролював доступ до секретної інформації, поїздки за кордон і публікації. Також перший відділ контролював використання друкарських машинок, пристроїв для копіювання і інших друкарських пристроїв, щоб запобігти розповсюдженню самвидаву.

## «Перші відділи» в Україні
В установах України (та інших даржав колишнього СРСР) офіційна назва «першого відділу» може формулюватися по-різному, наприклад, Відділ (департамент, управління, сектор) документального забезпечення та режиму (ВДЗР) — частіше всього, в органах внутрішніх справ, Відділ (сектор) кадрової та режимно-секретної роботи — часто, у інформаційних установах, Відділ оборонно-мобілізаційної і режимно-секретної роботи — в основному, в органах державної влади та місцевого самоврядування, Режимно-секретний орган (РСО) університету — у вищих навчальних закладах, Перший відділ — наприклад, Перший відділ Апарату Верховного Суду України тощо.
Видана у 1998 р. Постанова Кабінету Міністрів України передбачала взаємодію режимно-секретних органів в міністерствах, відомствах, місцевих органах державної виконавчої влади, на підприємствах, в установах і організаціях з Держкомсекретів України. У 1999 р. Держкомсекретів України було ліквідовано, а його повноваження було передано Службі безпеки України. Таким чином, наразі у своїй діяльності перші відділи співпрацюють із Службою безпеки України.
Деякі правозахисні організації звертають увагу на загрозу свободі слова та реалізації інноваційної діяльності у вищих навчальних закладах та науково-дослідних інститутах, яку несе інститут «перших відділів». Так, режимно-секретні органи існують навіть у тих наукових установах, які не займаються таємними науково-технічними розробками. При цьому реалізація діяльності режимно-секретних органів пов'язана з запровадженням додаткових бар'єрів інформаційного обміну. Так, у 1998 р. указом Президента України Л.Д. Кучми для державних установ, де є режимно-секретні органи, вибір операторів зв'язку Інтернет був обмежений лише тими, які окремо ліцензовані урядом. Фактично, під цей указ підпадала більшість потужних наукових та освітніх установ України. Проєкт указу Президента від 27 червня 1999 р. вимагав, щоб усі комунікаційні компанії та Інтернет-провайдери пройшли ліцензування і щоб їхнє обладнання було пристосоване для прослухування (органами державної безпеки). Указ було заблоковано Верховною Радою України, однак, в будь-якому разі, така державна політика вплинула на темпи впровадження Інтернет-технологій у державних установах.
Одним з проявів побічного обмеження свободи слова режимно-секретними органами наукових установ є практика обов'язкового оформлення актів експертизи на результати науково-дослідної діяльності, які вчений планує опублікувати у закордонних виданнях або виголосити на наукових конференціях під час закордонних відряджень.